# Maridjabin
Maridjabin är ett australiskt språk som talades av 20 personer år 1970. Maridjabin talas i Nordterritoriet och tillhör dalyspråken.